# Antonio Camilo González

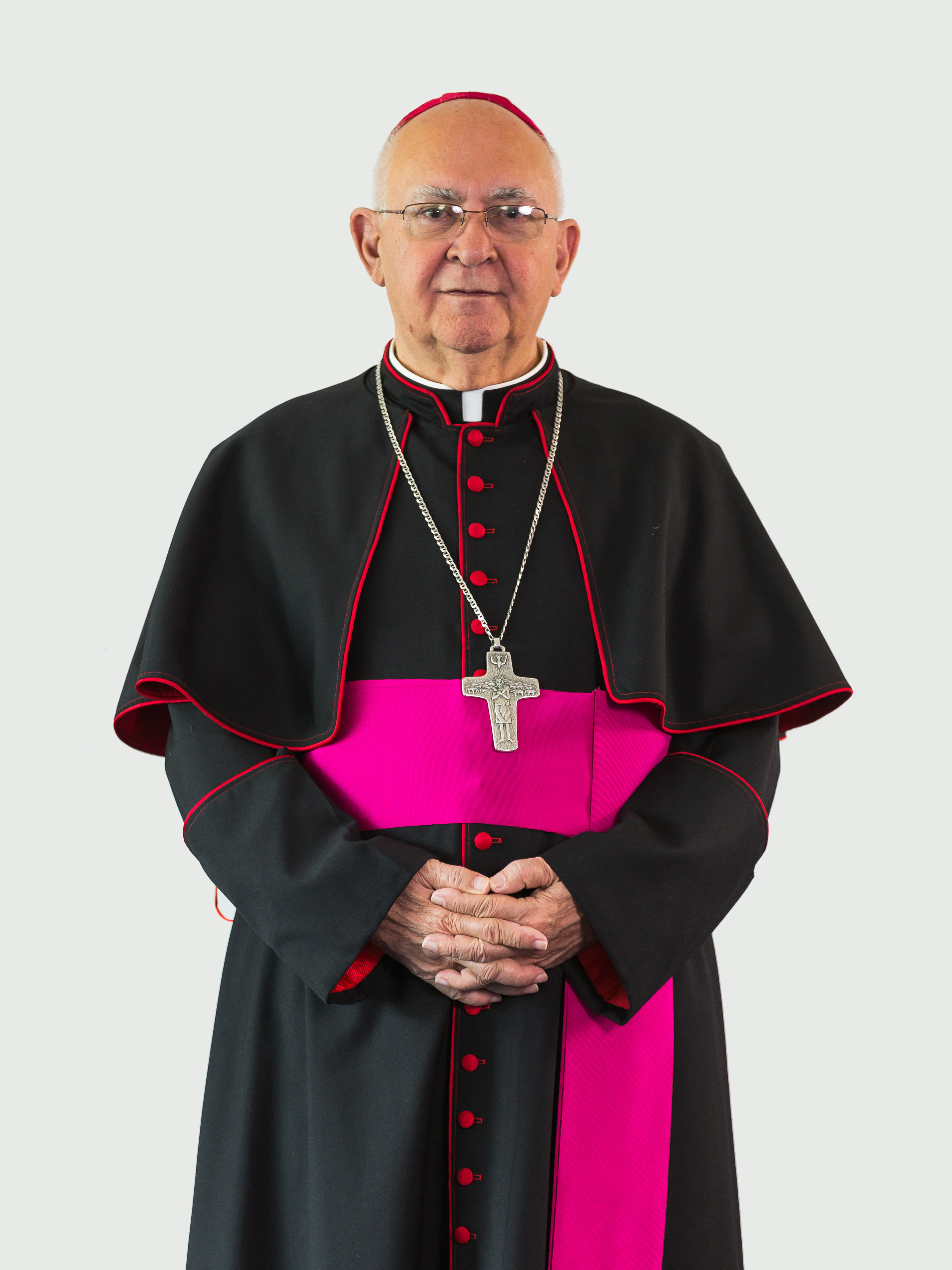
Antonio Camilo González, 2014

Antonio Camilo González (* 7. Februar 1938 in Salcedo) ist emeritierter Bischof von La Vega.

## Leben
Antonio Camilo González empfing am 1. Juli 1962 die Priesterweihe für das Bistum La Vega.
Papst Johannes Paul II. ernannte ihn am 10. Oktober 1992 zum Bischof von La Vega. Die Bischofsweihe spendete ihm der Erzbischof von Santo Domingo, Nicolás de Jesús Kardinal López Rodríguez, am 8. Dezember desselben Jahres; Mitkonsekratoren waren Hugo Eduardo Polanco Brito, Erzbischof ad personam von Nuestra Señora de la Altagracia en Higüey, und Juan Antonio Flores Santana, Bischof von Santiago de los Caballeros.
Papst Franziskus nahm am 23. Februar 2015 seinen altersbedingten Rücktritt an.